# Jorge Ribeiro
Pour les articles homonymes, voir Ribeiro.
Jorge Miguel de Oliveira Ribeiro est un footballeur portugais né le 11 novembre 1981. Frère de l'international portugais Maniche, il évolue au poste de défenseur central ou de latéral gauche.

## Biographie
Lors de la saison 2007-2008, il réalise une excellente saison, inscrivant 8 buts et réalisant 7 passes décisives en 26 matchs. Ces performances lui valent d'être sélectionné pour jouer l'Euro 2008 avec le Portugal.
Mais la descente administrative de son club, à cause du scandale du Sifflet doré, le pousse à partir. Il s'engage alors avec son club formateur, le Benfica Lisbonne.

## Parcours en club
- 1999-2000 : Benfica  Portugal
- 2000-2001 : CD Santa Clara  Portugal
- 2001-2004 : Benfica  Portugal
- 2004-2004 : Varzim  Portugal
- 2004-2005 : Gil Vicente FC  Portugal
- 2005-2006 : Dynamo Moscou  Russie
- 2006-2006 :  Málaga CF  Espagne
- 2006 : Dynamo Moscou  Russie
- 2006-2007 : Deportivo Aves  Portugal
- 2007-2008  : Boavista  Portugal
- 2008-2011 : Benfica  Portugal
- 2010-2011 : Vitória Guimarães  Portugal
- 2011-2012 : Grenade CF  Espagne

## Parcours en sélection
- Championnat d'Europe :
  - Quart de finaliste en 2008

- Jeux Olympiques :
  - Phase de groupe en 2004

- Euro espoir (Portugal espoirs) :
  - 3e en 2004

## Palmarès
- 9 sélections et 0 but avec l'équipe du Portugal entre 2002 et 2008
- Vainqueur de la Carlsberg Cup en 2009 avec le Benfica Lisbonne